# 巴林坦群島
19°57′18″N 122°08′42″E / 19.95500°N 122.14500°E
巴林坦群島（Balintang Islands）是菲律賓北部一群島，位在巴丹群島和巴布煙群島間的巴林坦海峽。